# 최현돌
최현돌(崔鉉乭, 1949년 7월 31일, 부산광역시 기장군 ~ )은 대한민국의 정치인이다. 제3·4·5대 부산광역시 기장군수이다.

## 학력
- 칠암국민학교 졸업
- 1962.03 ~ 1965.02:장안중학교 졸업
- 2001.02:동래고등학교 부설 방송통신고등학교 졸업
- 1988.02:경상대학교 기업회계과정 수료
- 1992.02:동국대학교 대학원 복지행정학과 관리자과정 수료
- 1994.02:부산대학교 환경대학원 최고환경관리자과정 수료
- 2004.08:동의대학교 경영대학원 최고경영자과정 수료
- 2005.08:부경대학교 행정학과 졸업
- 2008.02:부경대학교 행정대학원 졸업

## 약력
- 1991.01 ~ 1994.12 : 전국 어민후계자협의회 수석부회장
- 1993.01 ~ 1993.12 : 기장군 JC특우회 초대회장
- 1995.07 ~ 1998.04 : 제2대 부산광역시의회 의원
- 1995.07 ~ 1998.04 : 2008년 올림픽 부산 유치위원회 위원
- 1996.02 ~ 1999.01 : 기장군 재향군인회 초대회장
- 1995.10 ~ 현재 : 장안중학교 총동창회장
- 1997 ~ 현재 : 동래고등학교 총동창부회장
- 1997.11 : 한나라당 중앙상무위원
- 1998.07 ~ 2010.06 : 제3~5대 부산 기장군수(3선, 한나라당)

## 저서
- 『최현돌』 행정에세이 『作舍道傍에 三年不成』
- 석사학위논문 『지방자치제도의 중장기발전 계획과 방향에 관한 연구-기장군 주민의 수요분석을 중심으로-』

## 수상
- 경남도지사 표창
- 수산청장 표창
- 농림수산부장관 표창

## 역대 선거 결과
|  | 37.63% |

|  | 37.70% |

|  | 74.99% |

|  | 72.93% |

|  | 20.74% |